# Fairchild Dornier 328JET
De Dornier 328JET is een Duits tweemotorig verkeersvliegtuig gebaseerd op de turboprop-aangedreven Dornier 328. De capaciteit van het vliegtuig bedraagt 30 tot 34 passagiers. De verlengde versie van de Dornier 328 heet de Dornier 428JET, waar 44 passagiers in kunnen.

## Geschiedenis
De Dornier 328JET werd gemaakt door de Duitse fabrikant Dornier Luftfahrt GmbH, omdat de turbopropvliegtuig-versie problemen had met de neus en de motoren. Toen het vliegtuig in 1998 op de markt kwam had het alleen weinig succes. Hierdoor kon Dornier geen verdere modellen ontwerpen.
De 328JET was het laatste verkeersvliegtuig dat de Duitse Dornier had uitgebracht voordat het bedrijf in 1996 werd opgekocht door de Amerikaanse vliegtuigfabrikant Fairchild. Fairchild Dornier begon ook met het ontwerpen van de verlengde 428JET voor 44 passagiers.

## Variaties
- Dornier 328, de turboprop-versie van de 328JET.
- Dornier 328JET, de Dornier 328 met straalmotoren en een verbeterde neus.
- Dornier 428JET, de verlengde versie van de Dornier 328JET, voor 44 passagiers.
- Advanced Composite Cargo Aircraft,

## Ongelukken en incidenten
Op 3 juni 2006 overschoot een PAC (Private Air Charters)-Fairchild Dornier 328JET de landingsbaan 34R van Manassas Regional Airport. Het toestel kwam tot stilstand op een weg dicht bij het vliegveld. Geen van de acht inzittenden raakte gewond, maar het vliegtuig liep wel veel schade op.

## Overige specificaties
- Piloten: 2
- Capaciteit: 30 tot 33 passagiers
- Max. snelheid: 740 km/h